# Tritonoturris amabilis
Tritonoturris amabilis é uma espécie de gastrópode do gênero Tritonoturris, pertencente a família Raphitomidae.